# Pourquoi pas moi ?
Pourquoi pas moi ? (literalment en català, "Perquè no jo?") és una pel·lícula francesa de 1999, escrita i dirigida per Stéphane Giusti i ambientada a Barcelona. Relata la història de Camille (Amira Casar), Eva (Julie Gayet), Ariane (Alexandra London) i Nico (Bruno Putzulu), quatre amics homosexuals que treballen junts en la seva pròpia editorial, i que decideixen preparar un sopar per a sortir de l'armari amb els seus pares.
La pel·lícula va tenir puntuacions baixes tant a Internet Movie Database (6,4) com a Filmaffinity (5,2) i Rotten Tomatoes (59%), i comentaris no gaire afavoridors per part de la crítica, tret de les que van aparèixer als diaris francesos, com Le Figaro i Le Parisien. Tot i així, l'any 1999 va guanyar el premi a la millor pel·lícula lèsbica al Festival de Cinema Lèsbic i Gai de Seattle, i l'any següent els del jurat a la millor pel·lícula i el del públic a la millor direcció al Festival de Cinema Gai i Lèsbic de Miami.

## Argument
Camille, Nico i Eva dirigeixen una editorial que van crear especialitzada en manga i ciència-ficció. Camille viu des de fa tres anys amb Ariane, mentre que Nico i Eva, que també són homosexuals, fa quatre anys que fan veure que tenen una relació per complaure els pares d'Eva. Només Lili, la seva secretària, és heterosexual. A excepció de Camille, la mare de la qual ho sap tot, tant els pares d'Eva com els de Nico i Ariane desconeixen l'orientació sexual dels seus fills. Aquests decideixen organitzar un sopar amb els pares dels cinc protagonistes per sortir de l'armari. Lili també hi participarà, fingint per un moment ser lesbiana per posar a prova els seus propis pares. La mare de Nico, una famosa cantant italiana, retrobarà l'amor de la seva joventut en aquell sopar. Després de les primeres dificultats per acceptar els fills, l'ambient es relaxarà en tota la casa i només el pare d'Ariane marxarà per sempre, deixant la seva dona i la seva filla per afrontar aquesta nova vida.

## Repartiment[7]
- Amira Casar: Camille
- Julie Gayet: Eva
- Bruno Putzulu: Nico
- Alexandra London: Ariane
- Carmen Chaplin: Lili
- Johnny Hallyday: José, pare d'Eva
- Marie-France Pisier: Irene, mare d'Ariane
- Brigitte Roüan: Josepha, mare de Camille
- Assumpta Serna: Diane, mare de Lili
- Elli Medeiros: Malou, mare d'Eva
- Vittoria Scognamiglio: Sara, mare de Nico
- Jean-Claude Dauphin: Alain, pare d'Ariane
- Joan Crosas: Tony, pare de Lili
- Montse Mostaza: Tina
- Adrià Collado: Manuel
- Marta Gil: Clara

## Banda sonora
La selecció musical va estar a càrrec d'Eric Michon i va ser publicada per RCA Victor/BMG l'any 1999:
1. "That Lady (Parts 1 & 2)" - The Isley Brothers (05:36)
2. "Malafemmena" - Peppino di Capri (03:14)
3. "Canzone per te" - V. Scogniamiglio (03:47)
4. "I Will Follow Him" - Little Peggy March (02:27)
5. "Oh Lori" - Alessi Brothers (03:21)
6. "Abrázame" - V. Scogniamiglio & M. Audras (02:52)
7. "Crazy" - Patsy Cline (02:42)
8. "Sexy, Sexy" - Baby do Brasil (04:04)
9. "Ponerte en cuatro" - Los Amigos Invisibles (04:33)
10. "People Hold On" - Lisa Stansfield (03:43)
11. "It's So Quiet (Jest Ist Es Still)" - Betty Hutton (03:11)
12. "In The Bush" - Musique (03:51)
13. "I'll Be Watching You (Nu Zagreb Mix)" - Eddy & Dus (06:25)
14. "Le Salon de coiffure" - Nicolas Errèra (03:00)